# Karl-Gunnar Rundgren
Karl-Gunnar Rundgren, född 17 juni 1935 i Borås, död i december 2014, var en svensk läkare, tecknare, illustratör och grafiker.
Han var son till direktören Karl Albert Rundgren och Eva Linnea Widström. Rundgren blev fil. kand. 1956 och med. kand. 1960, Han var som konstnär autodidakt och medverkade i ett antal tidskrifter och tidningar som illustratör bland annat vid Göteborgs Handels- och Sjöfarts-Tidning, Ergo, Libertas och Studenten med illustrationer han utförde i tusch. Bland hans bokillustrationer märks Lennart Odlanders diktsamling Mellan måne och pagod.